# 東邦大学
東邦大学（とうほうだいがく、英語: Toho University）は、日本の関東地方（南関東）にある私立大学。学校法人東邦大学によって運営されている。

## 概観

### 大学全体
自然科学および生命科学系の総合大学で、旧設八医科大学の一つ。
旧制「帝国女子医学専門学校」として創立された流れから、全学生に占める女子学生の割合が高く、全学生の4分の3が通う習志野キャンパスでは過半数が女子学生である。大学付属の病院やクリニックがあることから、これらの施設や設備を生かした医学、薬学や看護学などの教育が行われている。2006年からブランディング・プロジェクト（『学校法人東邦大学　CI／ブランド構築プロジェクト』）を立ち上げ、これを実施している。

### 建学の精神
「自然・生命・人間」
創立者のひとり額田晉の著書『自然・生命・人間』に記されている、自然に対する畏敬、生命の尊厳の自覚、人間の謙虚な心を原点として、豊かな人間性と均衡のとれた知識・技能を有する人材の育成を目標としている。

### 教育および研究
- 医学部における教育施設は2004年より改装・改善を行い、チュートリアル教育を行うSDL室、顕微鏡を用いた実習やPCを用いた試験や実習を行う第3実習室などをはじめ、2008年にはOSCEに対応したシミュレーションルームなどを整備し、ネットワーク上での授業公開も順次予定している。
- 理学部情報科学科は、国家資格の基本情報技術者試験（FE）の午前の部の免除制度の認定校になっている[1][2][3]。

### 学風および特色
2006年からブランディング・プロジェクト（『学校法人東邦大学　CI／ブランド構築プロジェクト』）を立ち上げ、これを実施している。海外の大学との交流にも力を入れている。

## 沿革

### 略歴
1925年(大正14年)に兄の額田豊が弟の額田晉と共に、現在の東京都大田区大森西に帝国女子医学専門学校と帝国女子医学専門学校付属病院を設立したのを起源とする。

### 年表
- 1925年 - 経営母体の財団法人帝国女子医学専門学校により帝国女子医学専門学校(旧制専門学校)が設立される。初代理事長に額田豊が就任。初代校長に額田晋が就任。帝国女子医学専門学校付属病院が開設。
- 1926年 - 帝国女子医学専門学校に薬学科、帝国女子医学専門学校付属看護婦養成所を設置
- 1930年 - 帝国女子医学薬学専門学校に校名変更
- 1941年 - 帝国女子理学専門学校を開設
- 1942年 - 経営母体の財団法人帝国女子医学専門学校が財団法人額田教育報恩会に改称される。
- 1945年 - 太平洋戦争による空襲により帝国女子医学薬学専門学校の本館以外の校舎が焼失する。
- 1946年 - 帝国女子医学薬学専門学校薬学科、帝国女子理学専門学校が現千葉県習志野市にあった旧日本陸軍の近衛師団所属等含め騎兵連隊が使っていた駐屯地の兵舎を含む建物を再利用として習志野キャンパスとして移転
- 1947年 - 東邦医科大学（旧制大学）予科を開設。東邦医科大学付属病院を開設。帝国女子医学薬学専門学校を東邦女子医学薬学専門学校に校名変更。帝国女子理学専門学校を東邦女子理学専門学校に校名変更
- 1949年 - 東邦薬科大学（新制大学）を設置。経営母体の財団法人額田教育報恩会が財団法人東邦大学に改称される。
- 1950年 - 戦後の学制改革により文部省（現在の文部科学省）から新制大学として設置認可された東邦大学理学部生物学科、化学科を母体として東邦医科大学(旧制)、東邦薬科大学(新制)の3大学が統合・再編されて東邦大学（新制大学）となり医学部、薬学部、理学部が設置される。大学本部は東京都大田区の大森キャンパスに設置される。
- 1951年 - 経営母体の財団法人東邦大学が改組されて現在の学校法人東邦大学となる。
- 1952年 - 千葉県習志野市に東邦大学付属東邦高等学校を開設。東邦大学(新制大学)に医学部医学科を開設。東邦医科大学付属病院を東邦大学大森病院に改称。
- 1955年 - 東邦大学の山岳部OBの医師・看護師などにより運営される西穂高診療所が開設される。
- 1957年 - 東京都世田谷区池尻に駒場東邦中学校、駒場東邦高等学校が開設。東邦大学付属看護婦養成所が東邦大学医学部付属准看護学校となる。
- 1959年 - 東邦大学大学院医学研究科開設
- 1961年 - 千葉県習志野市に東邦大学付属東邦中学校を開設、東邦医科大学を廃止。
- 1964年 - 東京都目黒区大橋に東邦大学医学部付属大橋病院(現在の東邦大学医療センター大橋病院)を開設。
- 1965年 - 東邦大学医学部付属高等看護学校を開設
- 1970年 - 東邦大学医学部付属高等看護学校が東邦大学高等看護学校に改称。東邦大学医学部付属准看護学校を廃止。
- 1977年 - 東邦大学高等看護学校が専修学校(専門課程)による東邦大学看護専門学校となる。
- 1971年 - 東邦大学大森病院を東邦大学医学部付属大森病院に改称
- 1979年 - 東邦大学大学院薬学研究科修士課程開設
- 1982年 - 東邦大学理学部物理学科、東邦大学大学院理学研究科化学専攻・生物学専攻修士課程開設
- 1984年 - 東邦大学大学院理学研究科化学専攻・生物学専攻博士課程開設
- 1985年 - 東邦大学看護専門学校が改組されて東邦大学医療短期大学看護学科を開設。東邦大学の山岳部OBの医師・看護師により運営されていた西穂高診療所が東邦大学医学部が運営する西穂高診療所となる。
- 1986年 - 東邦大学大学院理学研究科物理学専攻修士課程開設
- 1988年 - 東邦大学大学院理学研究科物理学専攻博士課程開設
- 1989年 - 東邦大学理学部情報科学科、東邦大学理学部生物分子科学科開設
- 1991年 - 千葉県佐倉市に東邦大学医学部付属佐倉病院(現在の東邦大学医療センター佐倉病院)を開設。東邦大学佐倉看護専門学校を開設。
- 1993年 - 東邦大学大学院理学研究科生物分子科学専攻・情報科学専攻修士課程開設
- 1995年 - 東邦大学大学院理学研究科生物分子科学専攻博士課程開設
- 1996年 - 東邦大学大学院理学研究科情報科学専攻博士課程開設
- 2001年 ‐ 東邦大学医療短期大学看護学科が学生募集を停止
- 2002年 - 東邦大学医学部看護学科を開設
- 2005年 - 東邦大学理学部生命圏環境科学科開設。東邦大学医学部付属大森病院を東邦大学医療センター大森病院に改称。東邦大学羽田空港クリニックを開設。東邦大学医療短期大学を廃止。
- 2006年 - 東邦大学大学院医学研究科医科学専攻、同看護学専攻修士課程開設。東邦大学薬学部薬学科が6年制となる
- 2009年 - 東邦大学大学院理学研究科環境科学専攻修士課程開設
- 2010年 - 東邦大学大学院薬学研究科薬科学専攻修士課程開設。東邦大学大学院医学研究科医学専攻・看護学専攻博士課程開設。東邦大学羽田空港国際線クリニック、産学連携センター開設
- 2011年 - 東邦大学医学部看護学科より看護学部看護学科へ改組。東邦大学大学院理学研究科環境科学専攻博士課程開設
- 2012年 - 東邦大学大学院薬学研究科医療薬学専攻博士課程開設
- 2013年 - 東邦大学大学院看護学研究科看護学専攻博士前期・後期課程開設
- 2017年 - 東邦大学健康科学部看護学科が開設。東邦大学佐倉看護専門学校が募集停止

## 基礎データ

### 所在地
- 大森キャンパス（東京都大田区大森西）
- 習志野キャンパス（千葉県船橋市三山）

### 校歌
- 東邦大学校歌　作詞・作曲：堀内敬三
- 帝国女子医学薬学・理学専門学校（東邦大学の前身）校歌　作詞：森本治吉　作曲：瀬戸口藤吉
- 校歌 | 大学・学部 | 東邦大学

## 教育および研究

### 組織

#### 学部
- 医学部
  - 医学科
- 薬学部 - かつて日本女性科学者の会の事務局が置かれていた。
  - 薬学科（6年制）
- 看護学部
  - 看護学科
- 理学部 - 学内選考によって、協定校である聖徳大学通信教育部で所定単位を履修することで、小学校教員免許が取得可能である。
  - 化学科
  - 生物学科
  - 物理学科
  - 生物分子科学科
  - 情報科学科
  - 生命圏環境科学科
- 健康科学部
  - 看護学科

#### 大学院
- 医学研究科
  - 医学専攻（博士）
  - 医科学専攻（修士）
- 看護学研究科
  - 看護学専攻
- 薬学研究科
  - 医療薬学専攻（博士）
  - 薬科学専攻（修士）
- 理学研究科
  - 化学専攻
  - 生物学専攻
  - 生物分子科学専攻
  - 物理学専攻
  - 情報科学専攻
  - 環境科学専攻

### 付属機関

#### 付属病院
- 東邦大学医療センター大森病院
- 東邦大学医療センター大橋病院 - 2015年に大学創立90周年を迎えた。その記念事業として病院の建物を新築。
- 東邦大学医療センター佐倉病院
- 東邦大学羽田空港クリニック
- 東邦大学羽田空港第３ターミナルクリニック
- 東邦大学医学部西穂高診療所

#### センター
- 東邦大学メディアネットセンター
- 東邦大学産学連携本部

## 大学関係者と組織

### 大学関係者組織
- 社団法人東邦大学医学部東邦会
- 東邦大学薬学部鶴風会
- 東邦大学理学部鶴風会
- 東邦大学看護同窓会
- 東邦大学医師会
- 東邦大学医学会

## 施設

### キャンパス

#### 大森キャンパス
- 本部所在地
- 使用学部 - 医学部、看護学部
- 使用研究科 - 医学研究科、看護学研究科
- 交通アクセス
  - 京浜急行バス「東邦大学」下車（所要時間約15分）、バス停より徒歩約2分。
  - 京急本線大森町駅で下車、駅より徒歩約10分。
  - 京急本線梅屋敷駅で下車、駅より徒歩約8分。

#### 習志野キャンパス
- 学部 - 薬学部、理学部、健康科学部
- 研究科 - 薬学研究科、理学研究科
- 日露戦争時の騎兵旅団が置かれ秋山好古ゆかりの地である。構内に、騎兵第13聯隊発祥之地碑、同跡碑、『坂の上の雲』作者の司馬遼太郎文学碑などがある。
- 習志野キャンパスは習志野市と船橋市の境目付近にあるものの、所在地は船橋市である。
- キャンパス内に薬用植物園がある。
- 2015年に大学創立90周年を迎えたため、記念事業として体育館を新築（スポーツアリーナ）、人工芝の総合グラウンドを整備し、健康科学部・薬学部D館の新棟を建設した。
- 交通アクセス
  - 京成バス「東邦大学前」で下車（駅から10～15分）、バス停より徒歩約2分。
  - 京成本線京成大久保駅で下車、駅より徒歩約10分。

## 対外関係

### 自治体との協定
キャンパスおよび付属施設に隣接する5自治体と協定を締結している。
- 大田区
2020年11月には医学部内に寄付講座「地域連携感染制御学講座」を設置し、区と連携して感染症対策を行っている。
- 佐倉市
- 習志野市
- 目黒区
- 船橋市

### 国内他大学等との協定
- 静岡大学（医工連携や大学ベンチャー育成などでの包括連携協定[6]）

### 国際学術交流協定
アメリカ合衆国
- ロード・アイランド大学（英語版） - 薬学部との協定
- ハワイ大学 - 医学部との協定
- ウェスタン健康科学大学 - 薬学部との協定

カナダ
- アルバータ大学 - 薬学部との協定

中華人民共和国
- 四川大学 - 薬学部との協定
- 昆明医科大学
- 瀋陽薬科大学薬学部
- 河南科技大学
- 中国医科大学

台湾
- 国立東華大学

大韓民国
- 慶尚国立大学校 - 理学部との協定

タイ王国
- チエンマイ大学
- プリンス・オブ・ソンクラー大学
- ワライラック大学

モンゴル
- モンゴル国立大学
- 国立モンゴル医科大学 - 医学部との協定

セルビア
- ベオグラード大学 - 医学部との協定

フィリピン
- サンカルロス大学（英語版）

ラオス
- ラオス保健科学大学 - 看護学部との協定

オーストラリア
- RMIT大学 - 理学部との協定

イギリス
- ロンドン大学クイーン・メアリー校バーツロンドン医科歯科学部 - 医学部との協定

イタリア
- シエナ大学 - 薬学部との協定

ポーランド
- ワルシャワ医科大学
- ポズナン医科大学
- グダンスク医科大学

スペイン
- カンタブリア大学

## 社会との関わり

### メディア
取材協力
- 梅ちゃん先生 - 本作品のヒロインである下村梅子が通う城南女子医学専門学校を描く上で、帝国女子医学薬学専門学校時代の資料を提供するなど取材協力している[4]。

スポンサー
- いのちのいろいろ（日本テレビ） - 提供（2012年4月～2015年3月）

## 付属学校等
- 東邦大学付属東邦中学校・高等学校
- 駒場東邦中学校・高等学校